# Ilham Tohti
Ilham Tohti (伊力哈木·土赫提, ئىلھام توختى; Artux, 25 ottobre 1969) è un economista e attivista cinese di etnia uigura che sconta l'ergastolo in Cina con accuse legate al separatismo.

## Biografia
Tohti è nato ad Artush, Xinjiang Uyghur Autonomous Region, Cina, il 25 ottobre 1969. Si è laureato presso la Northeast Normal University e la Economics School presso quella che allora era chiamata Central Nationalities University e ora Minzu University of China (MUC), a Pechino. In questa università è stato docente di economia. 
Tohti è un sostenitore dell'attuazione delle leggi sull'autonomia regionale in Cina, ha fondato nel 2006 Uyghur Online, un sito web che discute le questioni uiguiri ed è stato poi chiuso dal governo cinese due anni più tardi, è stato arrestato a Pechino nel luglio 2009, poco dopo le rivolte Ürümqi, a causa delle sue critiche alle politiche del governo cinese nei confronti degli uiguri nello Xinjiang. In seguito, il 23 agosto, è stato rilasciato dopo pressioni e condanne internazionali e poi nuovamente incarcerato nel gennaio 2014 e condannato all'ergastolo dopo un processo di due giorni.

## Premi
Per il suo attivismo a difesa degli uiguri gli è stato assegnato il PEN/Barbara Goldsmith Freedom to Write Award (2014), il Martin Ennals Award (2016), il Premio Václav Havel per i diritti umani (2019) e il Premio Sakharov (2019).